# يودو (تيبت)
يودو (بالإنجليزية: Yudo, Tibet)‏ هي منطقة سكنية تقع في الصين في أزمة التبت والصين. يقدر عدد سكانها بـ
- نسمة .